# Lillhaga
Lillhaga är en tätort i Ljusdals kommun. Orten har 394 invånare (2023).
Lillhaga är grannort till Ljusdal och ligger på motsatt sida av Ljusnan.

## Befolkningsutveckling
| Befolkningsutvecklingen i Lillhaga 1995–2020 | Befolkningsutvecklingen i Lillhaga 1995–2020 | Befolkningsutvecklingen i Lillhaga 1995–2020 | Befolkningsutvecklingen i Lillhaga 1995–2020 | Befolkningsutvecklingen i Lillhaga 1995–2020 |
| -------------------------------------------- | -------------------------------------------- | -------------------------------------------- | -------------------------------------------- | -------------------------------------------- |
|                                              |                                              |                                              |                                              |                                              |
| År                                           |                                              |                                              | Folkmängd                                    | Areal (ha)                                   |
| 1995                                         | 1995                                         |                                              | 369                                          | 46                                           |
| 2000                                         | 2000                                         |                                              | 356                                          | 46                                           |
| 2005                                         | 2005                                         |                                              | 371                                          | 46                                           |
| 2010                                         | 2010                                         |                                              | 379                                          | 46                                           |
| 2015                                         | 2015                                         |                                              | 411                                          | 75                                           |
| 2020                                         | 2020                                         |                                              | 385                                          | 75                                           |
| Anm.: Ny tätort, utbruten ur Ljusdal 1995    |                                              |                                              |                                              |                                              |